# U-12ジュニアサッカーワールドチャレンジ
U-12ジュニアサッカーワールドチャレンジ（英: Under-12 Junior Soccer World Challenge）は、12歳以下の小学生を対象にした11人制のサッカー大会である。主催は株式会社Amazing Sports Lab Japan、公益財団法人東京都サッカー協会（2013年から2017年大会まで）、一般社団法人大阪府サッカー協会（2018年大会）。

## 概要

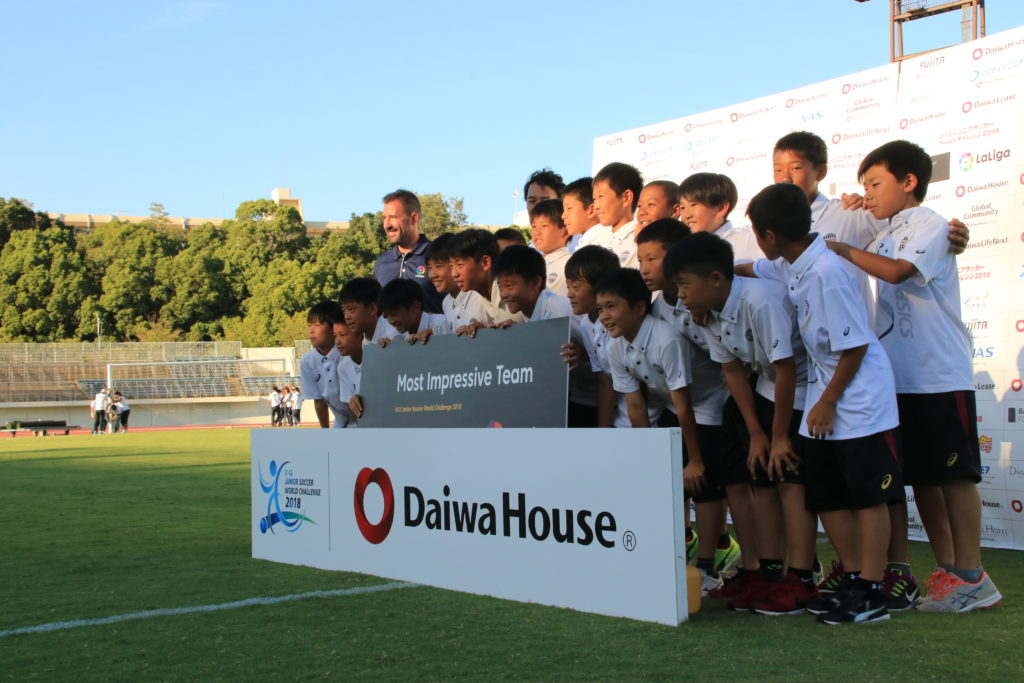
2018年大会でMost Inpressive Teamに選ばれたヴィッセル神戸U-12

毎年8月下旬に開催されている。本大会は世界最高レベルの育成機関織を持つ欧州強豪クラブの下部組織を招き、日本の子供や指導者たちに世界を体験してもらうことを目的に2013年に初めて開催された。これまでスペインのFCバルセロナ、RCDエスパニョール、イタリアのACミラン、イングランドのリヴァプールFC、マンチェスター・シティFC、アーセナルFCなどが参加。日本から出場するのは主にJリーグの下部組織である。
2014年の第2回大会から街クラブチーム枠が設けられ、抽選で選ばれた一般クラブチームが参加するようになった。それに伴い、参加チーム数が12チームから16チームに増加している。
2017年の第5回大会には過去最多となる海外5チームが参加し、また街クラブ枠も増え合計24チームで開催された。
2018年の第6回大会からは会場を東京から大阪に移して開催された。また今大会からLa Ligaと提携が開始。Most Impressive Teamに選ばれたチームには、スペイン最高峰の大会Torneo Internacional La Liga Promisesへの参加権を与えられることになった。

## 開催方式

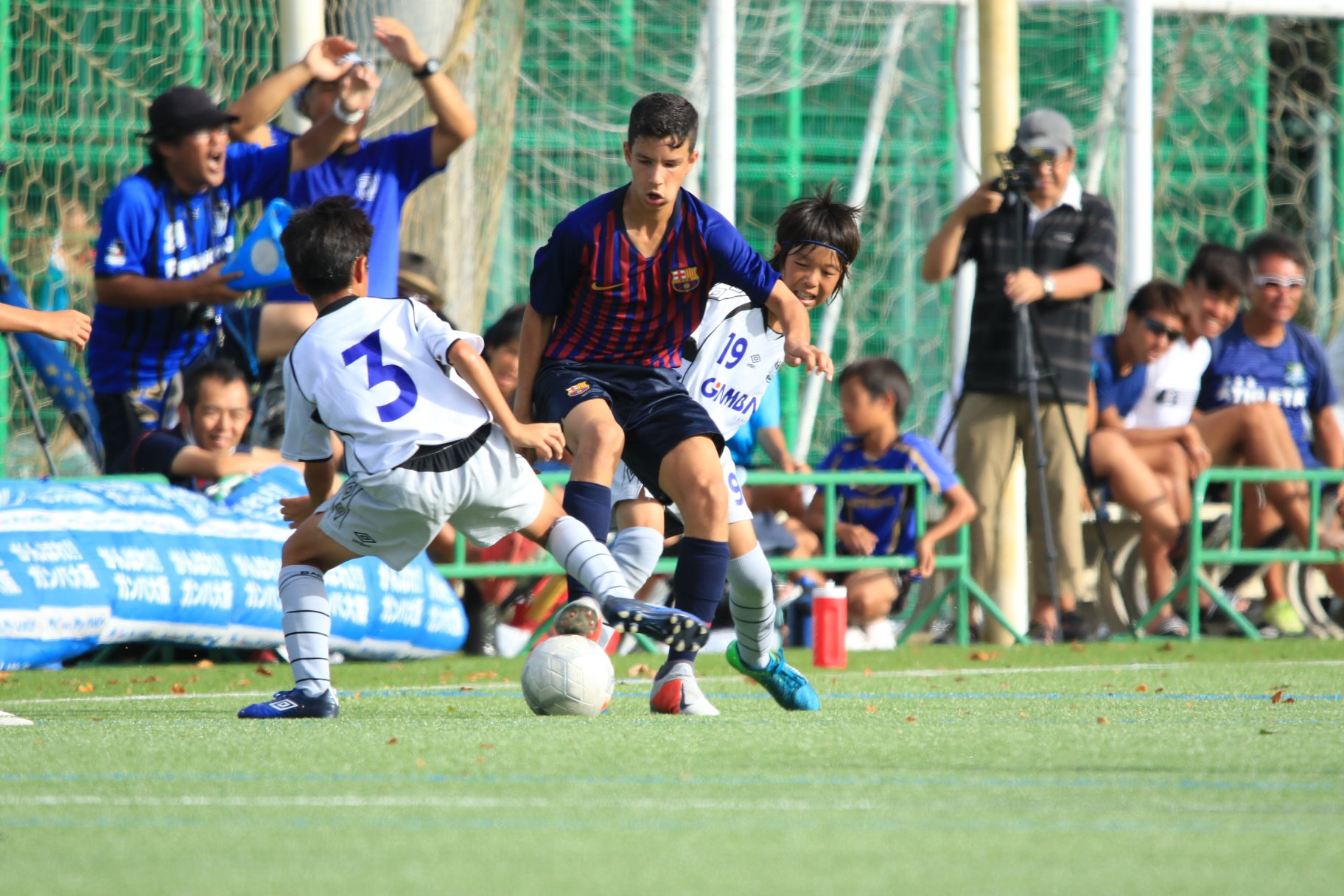
2018年大会のグループステージの試合、FCバルセロナ対ガンバ大阪ジュニア

- グループステージは40分（20分ハーフ）。準決勝、3位決定戦、決勝は50分（25分ハーフ）インターバルは10分間。
- 順位決定戦は30分（15分ハーフ）。
- 2013年大会は3グループでの開催だったため、各グループ1位2位チームと3位のうち上位2チームが準々決勝に進出した。
- 2014年大会から各グループ上位2チームが準々決勝に進出するレギュレーションになった。
- グループリーグで時間内に同点の場合には引き分け、準々決勝からはペナルティキック戦（3人制）により勝者を決定する。
- 登録選手は23名。試合中の選手交代は前後半合計3回だが、1度の交代人数に制限は無い（再入場も可能）。ハーフタイム中の交代はカウントされない。
- 優勝、準優勝、3位、4位チームのほか、MVPと得点王を表彰する。

## 予選
参加希望クラブの増加により、2016年大会よりJリーグ下部組織チームの予選を行っている。2016年は東日本予選に参加した15チーム中6チーム、西日本予選に参加した7チーム中3チームが本大会出場を決めた。2017年は東日本予選に参加した20チーム中7チーム、西日本予選参加した8チーム中2チームが本大会に出場している。2017年大会からはアメリカ合衆国カリフォルニア州で北米予選が開催された。メジャーリーグサッカーの下部組織を中心に16チームが予選に参加し、優勝したパテアドーレス（2017年）、クルブ・ティフアナ（2018年）が本大会に出場している。

## 街クラブ枠
1人でも多くの日本の子供に海外トップチームとの試合を経験してもらうため、2014年大会より街クラブ枠を設けている。当初参加クラブは抽選で選んでいたが、2017年大会からは全国5か所（北海道・東北、関東・東海・北信越、関西、四国・中国、九州）で予選を行い会各地域の優勝チームを本大会に招いている。また2016年大会からは新たに街クラブセレクションを開催。ここで選ばれた子供たちが2チームに振り分けられ、海外チームとのエキシビジョンマッチでプレーする。

## 結果
| 回 | 年度   | 優勝              | 結果          | 準優勝                      | 3位                    | 4位                         |
| -- | ------ | ----------------- | ------------- | --------------------------- | ---------------------- | --------------------------- |
| 1  | 2013年 | FCバルセロナ      | 5-0           | リヴァプールFC              | 柏レイソルU-12         | 東京ヴェルディ ジュニア     |
| 2  | 2014年 | FCバルセロナ      | ２-0          | 東京都U-12                  | 柏レイソルU-12         | 大宮アルディージャジュニア  |
| 3  | 2015年 | RCDエスパニョール | 0-0 （PK2-1） | 東京都U-12                  | FCバルセロナ           | U-12ベトナム代表            |
| 4  | 2016年 | FCバルセロナ      | 1-0           | 大宮アルディージャ ジュニア | 東京ヴェルディジュニア | 川崎フロンターレ ジュニア   |
| 5  | 2017年 | FCバルセロナ      | 2-1           | 東京都U-12                  | 名古屋グランパスU-12   | 大宮アルディージャ ジュニア |
| 6  | 2018年 | FCバルセロナ      | 3-1           | アーセナルFC                | クルブ・ティフアナ     | JFAトレセン 大阪U-12        |

## 個人賞

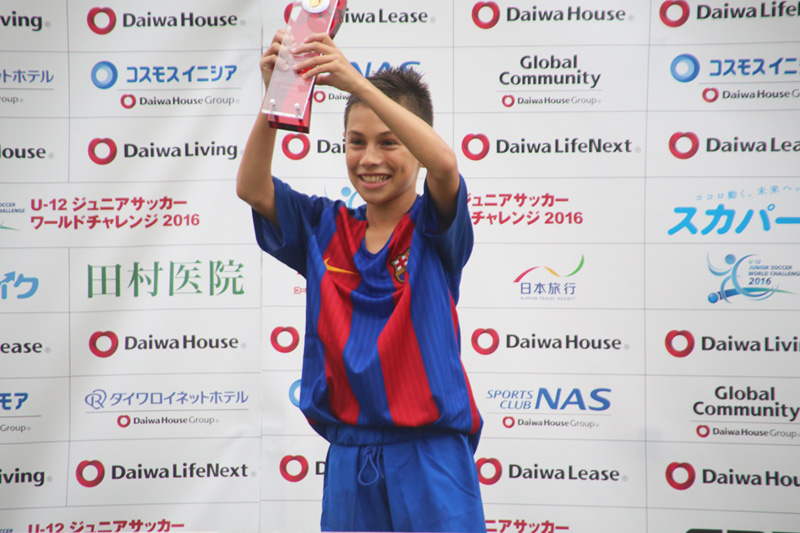
2016年大会のMVPを獲得したアドリア・カプデビラ（FCバルセロナ）

### MVP
2013年：エリック・ガルシア・マルトレット（FCバルセロナ）

2014年：パブロ・モレノ（FCバルセロナ）

2015年：長田友樹（東京都U-12）

2016年：アドリア・カプデビラ（FCバルセロナ）

2017年：マルク・ボンバルド・ポヤト（FCバルセロナ）

2018年：マイルス・ルイス・スケリー（アーセナルFC）

### 得点王
2013年：アンスマネー・ファティ（FCバルセロナ）、ポール・グラッツェル（リヴァプールFC）

2014年：大澤朋也（大宮アルディージャジュニア）

2015年：ペラス・ルイス・マルク（FCバルセロナ）

2016年：南野遥海（ガンバ大阪ジュニア）

2017年：寺澤公平（東京都U-12）、今西佑（ガンバ大阪ジュニア）、石井久継（福山ローザス・セレソン）

2018年：杉浦駿吾（名古屋グランパスU-12）

## 過去に参加した海外チーム
2013年：FCバルセロナ、リヴァプールFC、チョンブリーFC

2014年：FCバルセロナ、ACミラン、アシオップ・アパチンティ

2015年：FCバルセロナ、RCDエスパニョール、デポルティーボ・カミオネーロス、U-12ベトナム代表

2016年：FCバルセロナ、マンチェスター・シティFC

2017年：FCバルセロナ、アーセナルFC、広州富力足球倶楽部、ダニーデン・テクニカル、パテアドーレス

2018年：FCバルセロナ、アーセナルFC、クルブ・ティフアナ、中国サッカー協会U-12選抜、富力サッカー学校U-12選抜

## エピソード

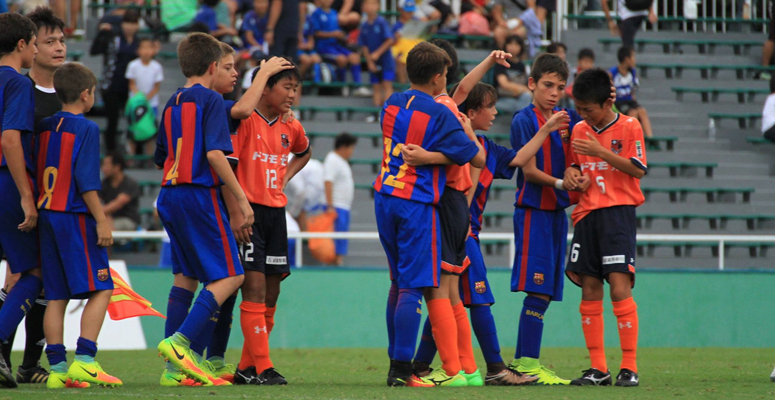
2016年大会の決勝戦終了後、大宮アルディージャの選手たちを慰めるFCバルセロナの選手たち

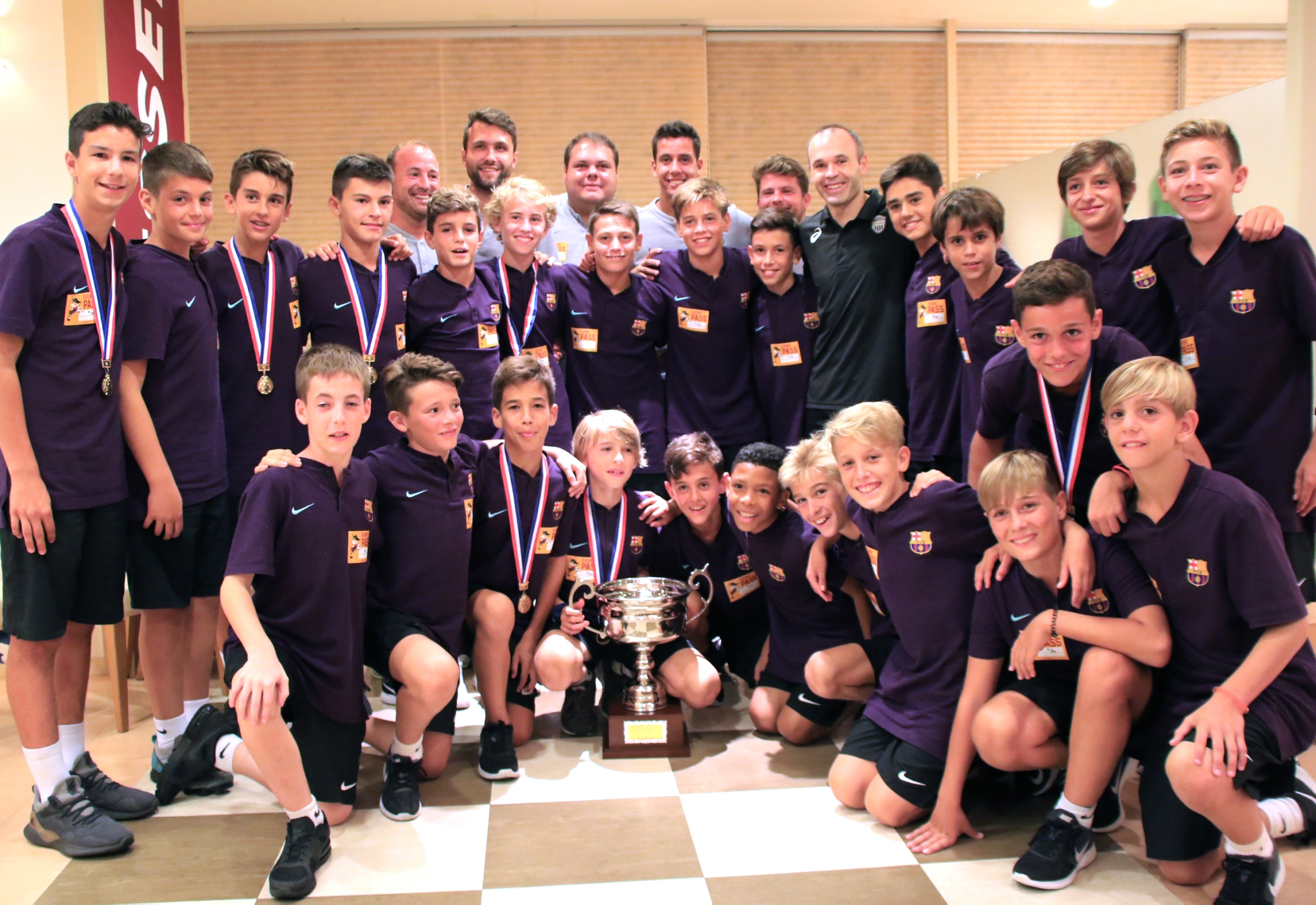
2018年大会の決勝戦が終わったあと、FCバルセロナのインファンティルBは、ヴィッセル神戸のアンドレス・イニエスタを訪問、大会優勝を報告した

- 2013年に行われた第1回大会では、当時FCバルセロナに所属していた久保建英が大きな注目を集めた[5][6]。
- 2015年大会にFCバルセロナの一員として参加したチャビ・シモンズの父親は、2003年にJ1の京都パープルサンガでプレーしていたレジリオ・シモンズ（登録名はレジ）である[7]。
- 2016年大会決勝は、FCバルセロナが試合終了間際のゴールで大宮アルディージャジュニアを下して優勝した。試合終了後、泣き崩れる大宮アルディージャの選手たちに気がついたFCバルセロナの選手たちは、キャプテンのアドリア・カプデビラを中心に大宮の選手たちを慰めて回った[8]。この様子がSNSで拡散されると、スペイン、英国、イタリア、ドイツなどのメディアが大きく取り上げ、FCバルセロナの選手たちの行動を賞賛した[9][10][11]。この行動は2017年2月モナコのモンテカルロで開催されたローレウス世界スポーツ賞の授賞式で、『ベスト・スポーティング・モーメント（スポーツにおける最高の瞬間）』賞に選出されている[12]。
- 2018年大会決勝のあと、FCバルセロナは神戸に移動してヴィッセル神戸対横浜F・マリノス戦を観戦した。試合後、アンドレス・イニエスタに大会優勝を報告している[13]。

## オフィシャルスポンサー
- 大和ハウス工業（特別協賛）
- 大和ライフネクスト（協賛）
- 株式会社フジタ（協賛）
- 大和リビング（協賛）
- 大和リース（協賛）
- コスモスイニシア（協賛）
- グローバルコミュニティ（協賛）
- ダイワロイネットホテル（協賛）
- スポーツクラブNAS（協賛）
- コスモスモア（協賛）
- 日本旅行（サブスポンサー）
- ナイキジャパン（サブスポンサー）
- BALANCE STYLE（サブスポンサー）
- 日清製粉グループ（サブスポンサー）
- ESS（サブスポンサー）
- La Liga（協力）
- ガンバ大阪（協力）
- 教えて！かくれ「脱水」委員会（協力）
- スカパー!（メディアパートナー）
- サカイク（メディアパートナー）
- ジュニアサッカーを応援しよう！（メディアパートナー）
- ムンドデポルティーボ（メディアパートナー）

## TV放送
グループステージのダイジェスト、準々決勝、順位決定戦、準決勝、3位決定戦、決勝戦がスカパー!およびスカパー!オンデマンドで無料放送されている。